# Flughafen Ronneby

i7
i11
i13
Der Flughafen Ronneby (alternativ auch Flughafen Kallinge oder auch Flughafen Ronneby-Karlskrona; IATA-Code: RNB, ICAO-Code: ESDF) ist ein Flughafen und Militärflugplatz in der Provinz Blekinge län im Süden Schwedens und liegt etwa neun Kilometer nördlich von Ronneby. Betreiber des Flughafens ist das schwedische Staatsunternehmen Swedavia. Der Flughafen besitzt eine 2331 Meter lange Start- und Landebahn mit der Ausrichtung 01/19 und wurde im Jahr 2016 von rund 230.000 Passagieren benutzt.